# Bhadrachalam
Bhadrachalam fou una hisenda de l'estat britànic inicialment a les Províncies Centrals (1861-1874) i després a l'antic districte de Godavari (avui districte d'East Godavari) a la presidència de Madras. La població era (1881) de 35.656 habitants i la majoria eren koyes i la superfície de 2.350 km². Produïa una renda de 764 lliures.
Una part d'aquesta hisenda fou un zamindari tributari amb uns 70 pobles inicials, en territori del nizam, en la comarca anomenada Alt Godavari. Molts zamindaris d'aquesta zona foren adquirits pels britànics després del 1843. Tota la regió fou cedida pel nizam d'Hyderabad als britànics el 1860 en un tractat que arranjava diversos afers i fou part de les Províncies Centrals des de 1861. El zamindar de Bhadrachalam va perdre el control de diversos zamindaris menors que en depenien i que el 1867 s'havien fet pràcticament independents del seu sobirà; també hi havia zones de selva i 104 pobles de muntanya sobre els que el zamindar no havia exercit mai autoritat, que foren declarats propietat de l'estat i en conjunt van formar la hisenda de l'estat anomenada taluka de Bhadrachalam amb 133 pobles.
La taluka de Bhadrachalam i la taluka de Rekapalli foren transferides de les Províncies Centrals a la presidència de Madras el 1874 i units amb la taluka de Rajamahendri (Rajahmundry) formant el conjunt una agència dependent del col·lector del districte de Godavari. La taluka quedava separada de la resta del districte per les myntanyes dels Ghats Orientals, i el 1891 tenia 42.336 habitants i de 48.658 el 1901.
Vegeu també: Bhadrachalam (ciutat)